# Рогозина, Светлана Игоревна
Светлана Игоревна Рогозина (род. 26 декабря 1992) — российская легкоатлетка, мастер спорта международного класса по лёгкой атлетике. Специализируется в беге на 800 метров. Тренируется под руководством М. М. Телятникова. Чемпионка России 2014 года, бронзовый призёр чемпионата мира по эстафетам (Багамские Острова).

## Карьера
Тренируется с 13 лет в городе Мирный. Первый успех пришёл в 2008 году на международных играх «Дети Азии» в Якутске: 2-е место на дистанции 800 м, 1-е место в эстафете 4×400. В 2009 году Светлана переехала в Москву в училище олимпийского резерва № 3. Окончила училище олимпийского резерва № 2, Чурапчинский государственный институт физической культуры и спорта. Первый тренер — Александр Анатольевич Коломеец.

## Результаты
| Год  | Турнир                                            | Место проведения  | Дисциплина    | Место | Результат |
| ---- | ------------------------------------------------- | ----------------- | ------------- | ----- | --------- |
| 2008 | Международные спортивные игры «Дети Азии»         | Якутск            | 800 м 4×400 м | 2 1   | 2.15.94   |
| 2010 | Первенство России среди юниоров в помещении       | Саранск           | 800 м         | 3     | 2.12.17   |
| 2011 | Первенство России среди юниоров в помещении       | Саранск           | 800 м         | 3     | 2.09.74   |
|      | Чемпионат Европы среди юниоров                    | Таллин            | 800 м         | 16    | 2.11.01   |
|      | Первенство России среди юниоров                   | Чебоксары         | 800 м         | 2     | 2.04.57   |
| 2013 | Первенство России среди молодежи 2013 в помещении | Волгоград         | 800 м         | 1     | 2.05.45   |
|      | Чемпионат Европы среди молодежи                   | Финляндия         | 800 м         | 12    | 2.05.54   |
|      | Первенство России среди молодежи                  | Чебоксары         | 800 м         | 3     | 2.03.26   |
| 2014 | Чемпионат России                                  | Казань            | 800 м         | 1     | 1.59.54   |
|      | Чемпионат Мира по эстафетам                       | Багамские острова | 4х800 м       | 3     | 8.08.19   |
|      | Первенство России среди молодежи                  | Саранск           | 800 м         | 1     | 2.02.26   |
|      | Чемпионат Европы                                  | Цюрих             | 800 м         | 5     | 2.00.76   |
| 2015 | Всероссийские соревнования на призы Печенкиной    | Ерино             | 800 м         | 1     | 2.02.44   |
| 2016 | Всероссийские соревнования на призы Печенкиной    | Ерино             | 800 м         | 3     | 2.06.12   |
| 2017 | Мемориал Знаменских — Жуковский, Россия           | Жуковский         | 800 м         | 3     | 2:02.65   |